# Noguera

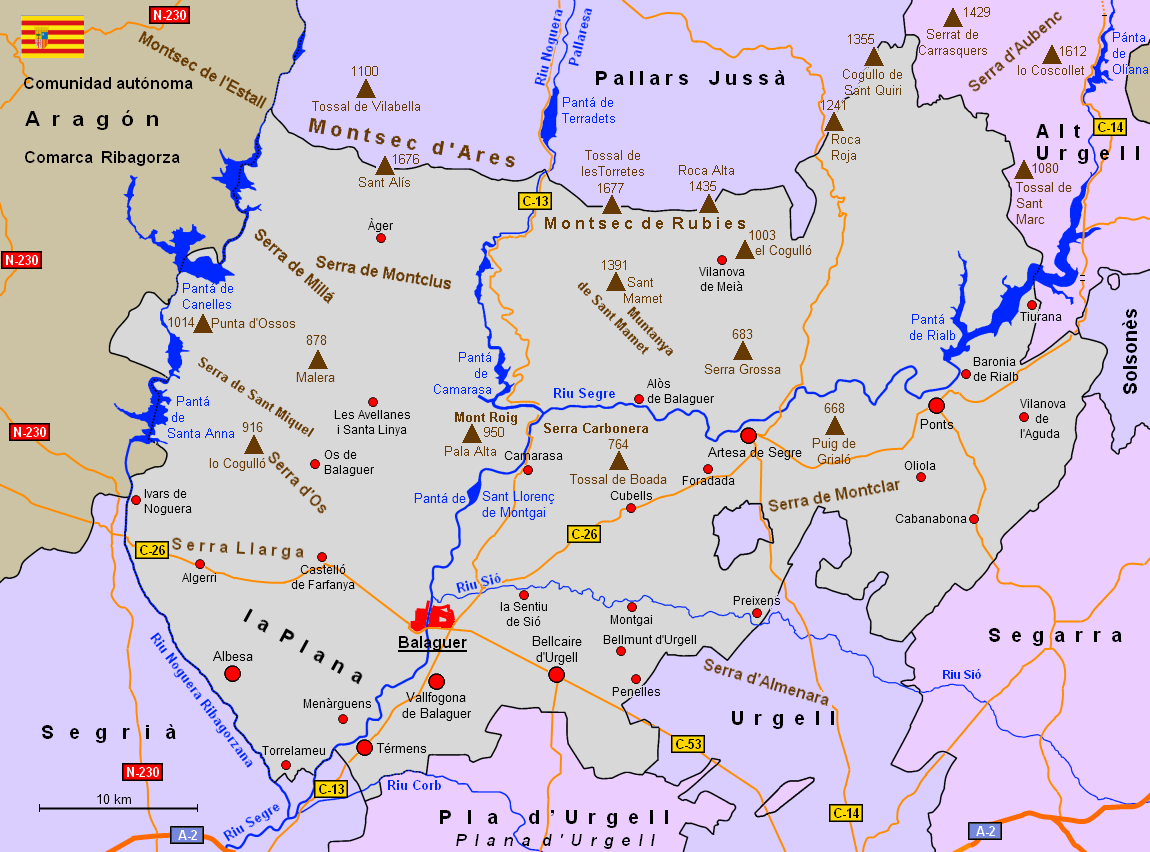
Karte von Noguera

Die Comarca Noguera liegt in der Provinz Lleida der Autonomen Gemeinschaft von Katalonien (Spanien). Der Gemeindeverband hat eine Fläche von 1.783,37 km² und 39.297 Einwohner (2022). Flächenmäßig ist Noguera die größte Comarca Kataloniens.

## Lage
Der Gemeindeverband liegt im Westen Kataloniens, nordöstlich der Provinzhauptstadt Lleida. Er grenzt im Norden an die Comarca Pallars Jussà, im Osten an Alt Urgell, Solsonès und Segarra, im Süden an Urgell und Pla d’Urgell, im Südwesten an Segrià und im Nordwesten an die Autonome Gemeinschaft Aragonien. Zusammen mit den Comarcas Garrigues, Pla d’Urgell, Segarra, Segrià und Urgell bildet die Region das Territorium Ponent.
Die Comarca bildet 2 Teile, die obere Noguera im Norden und die untere Noguera im Süden. Die obere Noguera liegt im Gebirgszug Serra del Montsec, der den Pyrenäen vorgelagert ist. Die untere Noguera liegt in der Ebene la Plana, diese befindet sich im nordöstlichen Teil der katalanischen Senke. Der Mittellauf des Flusses Segre durchfließt die obere Noguera, von West nach Ost, bis zur Mitte der Region. Dort ändert der Fluss seine Richtung und fließt in südwestlicher Richtung durch die untere Noguera. Die beiden Nebenflüsse des Segre, die Noguera Ribagorzana und die Noguera Pallaresa werden in der oberen Noguera in mehreren Talsperren aufgestaut. Die Noguera Ribagorzana bildet die westliche Grenze der Comarca.

## Statuenmenhire
Die Gruppe der fünf Statuenmenhire von Reguers de Seró (katalanisch Les estàtues-esteles dels Reguers de Seró) wurden 2007 in Artesa de Segre (Ortsteil von Noguera) entdeckt. Sie fanden sich als vermutlich wiederverwendete Elemente in Steinkisten. Es handelt sich um die Statue von Seró und vier benachbarte Statuenmenhire (von Nord nach Süd): Bassa del Boix de Llobera; Roc de la Mare de Déu; Gangonells und Pedrafita de Su.

## Wirtschaft
Landwirtschaft und Viehzucht ist eine wichtige Erwerbsquelle in der Region. In der fruchtbaren Ebene werden Getreide, Futtermittel, Obst, Gemüse, Mandel und Oliven angebaut. Die Schaf- und Schweinezucht, aber auch die Rinder- und Geflügelzucht sind von Bedeutung. Betriebe der Bau-, Textil-, Metall- und Papierindustrie sowie der Lebensmittel- und Holzverarbeitenden Industrie haben sich in Noguera niedergelassen.

## Gemeinden
| Gemeinde                    | Einwohner (2024) | Fläche km² | Dichte Einw./km² | Cod INE | Postleitzahl |
| --------------------------- | ---------------- | ---------- | ---------------- | ------- | ------------ |
| Àger                        | 602              | 161,08     | 4                | 25002   | 25691        |
| Albesa                      | 1.584            | 37,46      | 42               | 25008   | 25135        |
| Algerri                     | 424              | 54,12      | 8                | 25015   | 25130        |
| Alòs de Balaguer            | 120              | 68,71      | 2                | 25022   | 25737        |
| Artesa de Segre             | 3.485            | 176,71     | 20               | 25034   | 25730        |
| Les Avellanes i Santa Linya | 430              | 103,93     | 4                | 25037   | 25612        |
| Balaguer                    | 17.705           | 57,17      | 310              | 25040   | 25600        |
| La Baronia de Rialb         | 231              | 144,24     | 2                | 25042   | 25747        |
| Bellcaire d’Urgell          | 1.228            | 31,13      | 39               | 25047   | 25337        |
| Bellmunt d’Urgell           | 182              | 4,98       | 37               | 25049   | 25336        |
| Cabanabona                  | 65               | 14,34      | 5                | 25060   | 25748        |
| Camarasa                    | 805              | 156,59     | 5                | 25062   | 25613        |
| Castelló de Farfanya        | 544              | 52,72      | 10               | 25069   | 25136        |
| Cubells                     | 343              | 39,47      | 9                | 25079   | 25737        |
| Foradada                    | 195              | 28,65      | 7                | 25094   | 25737        |
| Ivars de Noguera            | 318              | 27,06      | 12               | 25112   | 25122        |
| Menàrguens                  | 789              | 20,30      | 39               | 25134   | 25139        |
| Montgai                     | 637              | 29,09      | 22               | 25138   | 25616        |
| Oliola                      | 196              | 86,45      | 2                | 25150   | 25749        |
| Os de Balaguer              | 1.075            | 135,03     | 8                | 25156   | 25610        |
| Penelles                    | 435              | 25,54      | 17               | 25164   | 25335        |
| Ponts                       | 2.703            | 30,77      | 88               | 25172   | 25740        |
| Preixens                    | 392              | 28,75      | 14               | 25177   | 25316        |
| La Sentiu de Sió            | 455              | 29,69      | 15               | 25035   | 25617        |
| Térmens                     | 1.347            | 27,61      | 49               | 25220   | 25670        |
| Tiurana                     | 66               | 15,57      | 4                | 25222   | 25791        |
| Torrelameu                  | 766              | 10,81      | 71               | 25231   | 25138        |
| Vallfogona de Balaguer      | 2.000            | 27,12      | 74               | 25240   | 25680        |
| Vilanova de l’Aguda         | 193              | 53,50      | 4                | 25249   | 25749        |
| Vilanova de Meià            | 466              | 104,78     | 4                | 25250   | 25735        |
| Comarca Noguera             | 39.781           | 1.783,37   | 22               | –       | –            |